# Liste von Landmarken und Geopunkten des Regionalverbandes Harz

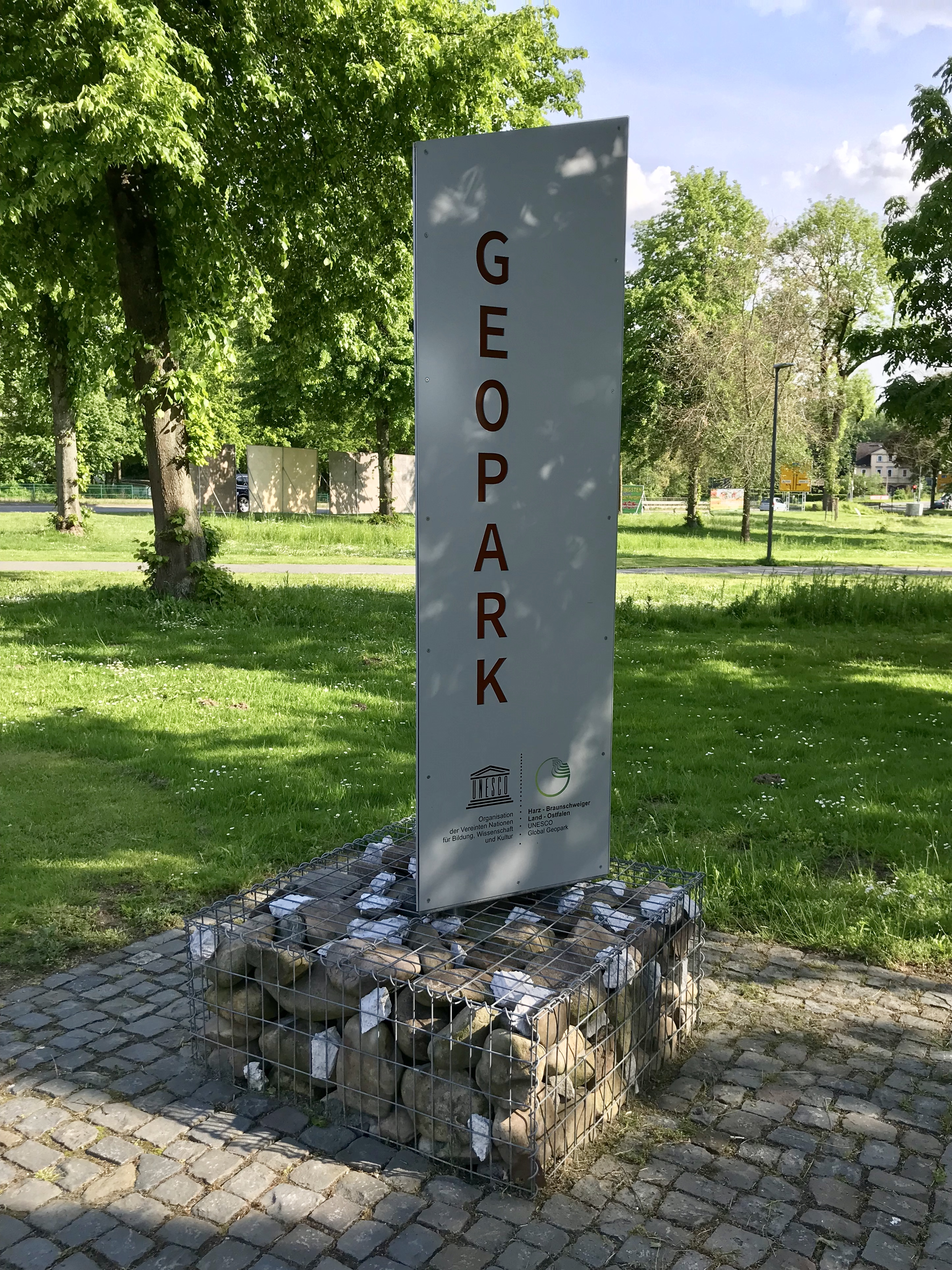
Informations-Stele des Geoparks Harz

Dies ist eine Liste von Landmarken und Geopunkten des Regionalverbandes Harz, dem Träger des Geoparks Harz – Braunschweiger Land – Ostfalen. Sie ist eingeteilt nach den Abschnitten (Landmarken) des Regionalverbandes Harz e. V., die der Orientierung im Geopark dienen. Die Tafeltexte der Geopark-Infotafeln liefern (wie der einer Dennert-Tanne zur Geschichte des Oberharzer Bergbaus) wertvolle Informationen zur Geologie des Harzes an ausgewählten Punkten von besonderem Interesse, an denen sich die Erdgeschichte aber auch die Entwicklung der Kulturlandschaft erkennen lässt. Die Informationen sind größtenteils auch online verfügbar.
Die folgende Übersicht (Stand: 25. August 2022) erhebt keinen Anspruch auf Aktualität oder Vollständigkeit:

## Landmarken und Geopunkte

### Hübichenstein
- Hübichenstein Bad Grund
- Muschelkalkaufschluss bei Eisdorf
- Gletscherstein Münchehof bei Seesen
- Tiefe Kuhle Fürstenhagen
- Tongrube Willershausen
- Gesteinskundlicher Lehrpfad Bad Grund
- Ernst-August-Stollen-Gittelde
- Geoparkstele Windhausen
- Geoparkstele Kalefeld
- Knesebeckschacht
- Eisensteinstollen
- Geoparkstele Münchehof
- Harzhorn Wiershausen

### Ottiliae-Schacht
- Kellwassertal am Okerstausee
- Schalker Teich bei Schulenberg
- Ottiliae-Schacht
- Pochsandhalden
- Maaßener Gaipel
- Kunstgestänge Maaßener Gaipel
- Bergbaulehrpfad am Kranichsberg
- Devonaufbruch Langes Tal
- Kästeklippe
- Okertalsperre
- Grauwacke im Innerstetal

### Rammelsberg
- Klusfelsen Goslar
- Sudmerberg
- Diabas-Steinbruch Wolfshagen
- An der Hütte Hahausen
- Ehrenfriedhof Alt Wallmoden
- Thieplatz Wallmoden
- Rammelsberg bei Goslar
- Lutterer Becken
- Museum Seesen
- Granetalsperre
- Granetalsperre Uferrundweg
- Geoparkstele Wolfshagen
- Kanstein bei Langelsheim
- Geoparkstele Lutter
- Eidechsenpfad bei Nauen
- Grube Hansa

### Brocken
- Geologie Brockenmassiv
- Torfhaus
- Torfhausmoor
- Schierker Feuersteinklippe
- Rehberger Graben südlich des Oderteichs
- Goetheplatz am Rehberger Graben
- Lossen-Denkmal Wernigerode
- Geoparkstele Drei Annen Hohne
- Geoparkstele Schierke
- Eckergneis
- Eckertalsperre – Gesteine der Umgebung
- Eckertal – Harzburgit
- Eckertal – Luisenbank
- Schatzkammer-Gang
- Kieselschiefer

### Schloss Herzberg
- Westersteine westlich von Bartolfelde
- Pöhlder Wald am Karstwanderweg
- Geoparkstele Rhumequelle
- Rhumequelle
- Kultort Rhumequelle
- Biotop Rhumequelle
- Geoparkstele Herzberg
- Klinik Herzberg
- Scholmzeche
- Königshütte
- Schloss Herzberg
- Großer Knollen

### Poppenbergturm
- Poppenbergturm bei Ilfeld
- Rabensteiner Stollen bei Ilfeld
- Felsentor bei Neustadt
- Felsbildung Ilfelder Tal
- Lange Wand bei Ilfeld
- Burgruine Hohnstein bei Neustadt
- Steinbruch Bornberg bei Osterode zwischen Neustadt und Harztor
- Steinbruch Buchholz
- Geoparkstele Neustadt
- Geoparkstele Ilfeld
- Bergbaulehrpfad Ilfeld Willkommen
- Bergbaulehrpfad Ilfeld Manganerzrevier
- Bergbaulehrpfad Ilfeld Braunsteinhaus
- Bergbaulehrpfad Ilfeld Halden
- Bergbaulehrpfad Ilfeld Wald
- Bergbaulehrpfad Ilfeld Tagebauausfahrt
- Bergbaulehrpfad Ilfeld Trümer
- Bergbaulehrpfad Ilfeld Eisenerzabbau
- Bergbaulehrpfad Ilfeld Totholz
- Bergbaulehrpfad Ilfeld Bremsberg
- Steinbruch Unterberg
- Geoparkstele Rothesütte

### Kohnstein
- Kohnstein bei Niedersachswerfen
- Buchholzer Erdfall
- Kelle bei Appenrode
- Alabastergips in der Rüdigsdorfer Schweiz
- Alter Stolberg nördlich von Urbach
- Nordhausen
- Ellrich
- Goldene Aue bei Nordhausen
- Geoparkstele Ellrich
- Geoparkstele Nordhausen
- Steinkreuz Sülzhayn

### Schloss Wernigerode
- Ruine Stapelburg
- Horstberg bei Wernigerode
- Ziegenberg bei Heimburg
- Steinbruch Bolmke
- Charlottenstollen bei Elbingerode
- Büchenberg bei Elbingerode
- Mineralienschlucht im Wernigeröder Bürgerpark
- Schloß Wernigerode
- Geoparkstele Drübeck
- Geoparkstele Heimburg
- Mundglashütte Derenburg

### Roßtrappe
- Tierpark Hexentanzplatz Thale
- Hamburger Wappen südöstlich von Blankenburg
- Teufelsmauer nordwestlich von Neinstedt
- Schlossberg Quedlinburg
- Salzberg Quedlinburg
- Bodetal – Am Fuße des Roßtrappenmassivs bei Thale
- Seweckenberge bei Quedlinburg
- Helsunger Bruch
- Königstein bei Westerhausen
- Geologischer Wanderweg Klosterbachgraben Oberlauf
- Geologischer Wanderweg Klosterbachgraben Unterlauf
- Geologischer Wanderweg Erdfallgebiet am Probstberg
- Geologischer Wanderweg Heilschlammbergwerk „Teufelsbad“
- Geologischer Wanderweg Hanganschnitt im Teufelsbachtal
- Geologischer Wanderweg Sandsteinfelsen „Hans Mönch“
- Geologischer Wanderweg Hanganschnitt am Mönchmühlenteich
- Geologischer Wanderweg Kalksteinbruch am Mönchmühlenteich
- Geologischer Wanderweg Gipsklippe an der Kurklinik
- Geologischer Wanderweg Hangböschung an der ehemaligen Försterei
- Preußischer Saalstein
- Stele Wienrode
- Sonnenberg Wienrode

### Auerberg
- Stolberger Diamanten
- Glasebacher Stollen
- Grube Glasebach
- Teichdamm Güntersberge
- Steinbruch Schneckenberg
- Naturerlebnispfad Schindelbruch – Eine geologische Zeit- und Fernreise
- Naturerlebnispfad Schindelbruch – Auerberg Vulkan
- Naturerlebnispfad Schindelbruch – Magmatische Gesteine im Unterharz
- Naturerlebnispfad Schindelbruch – Bergbau_Glück auf!
- Naturerlebnispfad Schindelbruch – Natur Ressource Gestein
- Naturerlebnispfad Schindelbruch – Gesteinsgarten
- Naturerlebnispfad Schindelbruch – Steine erzählen Erdgeschichte
- Geoparkstele Auerberg
- Harzer Waldhof Silberhütte/Köhlerei
- Harzer Waldhof Silberhütte/Historischer Bergbau im Unterharz
- weitere Infotafeln im Harzer Waldhof

### Alte Burg Osterode am Harz
- Fuchshalle in Osterode
- Lerbach
- Pipinsburg
- Beierstein-Hainholz bei Düna
- Geoparkstele Osterode
- Geoparkstele Lerbach
- Rund um die Sösetalsperre
- Geoparkstele Kamschlacken
- Harzkornmagazin und Ritterhaus

### Hohe Linde
- Spitzkegelhalde nördlich von Sangerhausen
- Pferdeköpfe zwischen Wippra und Grillenberg
- Moltkewarte südlich von Lengefeld
- Alabasterknollen Questenberg
- Bauerngraben südlich von Agnesdorf

### Baumannshöhle
- Rappbodetalsperre – Aussichtspunkt Rotestein
- Blauer See zwischen Hüttenrode und Rübeland
- Rothehütte
- Geoparkstele Elend
- Geoparkstele Hasselfelde
- Geoparkstele Königshütte
- Geoparkstele Rübeland
- Geoparkstele Tanne
- Galgenberg

### Kloster Huysburg
- Burg Schlanstedt
- Daneilshöhle bei Röderhof
- Klusfelsen bei Halberstadt
- Gläserner Mönch bei Langenstein
- Gletschertöpfe südlich von Huy-Neinstedt
- Harzer Seeland Schadeleben
- Höhlenwohnungen Langenstein
- Hoppelberg bei Langenstein
- Hoppenstedt
- Stromatolithe bei Wilhelmshall
- Westerburg bei Rohrsheim
- Parkplatz Windberg – Brockenblick
- Parkplatz Windberg – Straße
- Kopfweiden Assebach
- Wasserleben
- Geoparkstele Heudeber
- Geoparkstele Langeln
- Geoparkstele Hessen
- Domburg im Hakel bei Heteborn
- Geoparkstele Athenstedt
- Geoparkstele Zilly
- Geoparkstele Badersleben
- Geoparkstele Dedeleben
- Wiese Emersleben
- Geoparkstele Münchenhof
- Geoparkstele Harsleben
- Geoparkstele Ströbeck
- Geoparkstele Schwanebeck

### Schloss Ballenstedt
- Gegensteine bei Ballenstedt
- Kohlenschacht Opperode
- Strulle Meisdorf
- Minerale Tilkerode
- Natur- und Bergbaulehrpfad Tilkerode
- Diabasbruch im Eskeborner Revier (Tilkerode)
- Steinbruch Rieder
- Geoparkstele Alexisbad
- Geoparkstele Ermsleben
- Spittelteich Gernrode
- Geoparkstele Badeborn

### Sachsenstein
- Römerstein bei Bad Sachsa
- Eichsfeld-Schwelle zwischen Bad Sachsa und Osterhagen
- Glasmuseum Steina
- Geoparkstele Bad Lauterberg
- Geoparkstele Neuhof
- Geoparkstele Bartolfelde
- Geoparkstele Walkenried
- Geoparkstele Wieda
- Ravensberg

### Schloss Mansfeld
- Schloss Mansfeld
- Tal der Heiligen Reiser Hettstedt
- Kupferschieferflöz am Schlossberg Mansfeld
- Burgruine Arnstein bei Harkerode
- Klippmühle bei Vatterode
- Siebigerode
- Walbeck
- Natur- und Geopfad Mansfeld Übersicht
- Natur- und Geopfad Mansfeld Pingen und Halden
- Natur- und Geopfad Mansfeld Gipsbruch
- Poststraße Mansfeld
- Lutherweg bei Eisleben
- Mansfeld-Museum Erste deutsche Dampfmaschine
- Geopfad Hettstedt Rathaus
- Geopfad Hettstedt St.-Jakobi-Kirche
- Geopfad Hettstedt Saigertor
- Geopfad Hettstedt Molmeckturm
- Geopfad Hettstedt Alte Druckerei
- Geopfad Hettstedt Wasserburg und Brauhaus
- Geopfad Hettstedt St.-Gangolf-Kirche
- Geopfad Hettstedt Flamme der Freundschaft
- Geopfad Hettstedt Brück- oder Wassertor
- Geopfad Hettstedt Zuckerhut oder Hexenturm
- Geopfad Hettstedt Johanniskapelle oder-hospital
- Geopfad Hettstedt Bahrenhaus
- Geopfad Hettstedt Karmeliterkloster
- Viaduktblick Mansfeld
- Geoparkstele Annarode
- Geoparkstele Mansfeld
- Geoparkstele Saurasen
- Geoparkstele Siebigerode
- Geoparkstele Quenstedt

### Schloss Liebenburg
- Willkommen auf den Geopark-Erlebnispfaden des Harly
- Liebenburger Tal
- Flöteberg bei Heimerode
- Der geologische Bau des Harly
- Gipskuhle Othfresen
- Auswahl schutzwürdiger Tiere des Harly
- Grube Fortuna bei Döhren
- Schroeder-Stollen bei Klein Döhren
- Hirschberg
- Grenzdenkmal Wiedelah
- Kräuter-August-Höhle / Harly bei Vienenburg
- Karstquelle Kirschensoog bei Wallmoden
- Geoparkstele Liebenburg
- Butterberg bei Bad Harzburg

### Bösenburg
- Bösenburger Steinmetzschule
- Aussichtspunkt bei Röblingen am See
- Burgberg Bösenburg
- Kornflaschen in Friedeburgerhütte
- Kalte Stelle Unterrißdorf
- Kleinschmidt-Denkmal in Dederstedt
- Singvögel im Laweketal
- Gedenkstätte Wansleben am See

### Burg Lohra
- Basilika St. Gangolf Münchenlohra
- Bergwerk und Halde Bleicherode
- Burg Lohra in Großlohra
- Grenzstein bei Rehungen
- Schacht Ludwigshall Wolkramshausen
- Schächte Althans Kleinbodungen
- Sollstedt
- Sülzequellen Niedergebra
- Geoparkstele Elende
- Geoparkstele Bleicherode
- Geoparkstele Mackenrode